# Nasirdin Isanow
Nasirdin Isanow (ur. 7 listopada 1943 we wsi Kökbel, Kirgiska SRR, zm. 29 listopada 1991 w Biszkeku) – kirgiski polityk, pierwszy premier Kirgistanu od 30 sierpnia 1991 do 29 listopada 1991, kiedy zginął w wypadku samochodowym.

## Życiorys
W 1966 roku ukończył Moskiewski Instytut Inżynierii i Budownictwa, a od kilku lat pracował w branży budowlanej.
Po wstąpieniu do partii komunistycznej w 1969 roku przeszedł przez struktury partyjne, stając się pierwszym sekretarzem regionalnego Komsomołu w Oszu. W 1983 roku został ministrem budownictwa w Kirgiskiej Republiki Radzieckiej. W styczniu 1991 roku został premierem Republiki Kirgistanu.
Pochowany jest na cmentarzu Ałaarcza w Biszkeku.